# Pèptid no ribosòmic
Els pèptids no ribosòmics són els pèptids que no són sintetitzats pels ribosomes.

## Enzims de síntesi dels pèptids no ribosòmics
Els enzims de síntesi dels pèptids no ribosòmics, també dits NRPS (de l'anglès: non-ribosomal peptides synthetase) són enzims multifuncionals implicats en la síntesi de pèptids independents dels ribosomes. Els NRPS pertanyen a la superfamília megasintasa que reagrupa els FAS (fatty acid synthase), els PKS (polyketide synthase) i els NRPS. Se'n diuen megasintasa car són enzims grossos (FAS, PKS i NRPS de tipus I) o de grans complexos multienzimàtics (FAS i PKS de tipus II). Aquests enzims són sovint multimodulars. Els mòduls comproten cadascun moltes activitats enzimàtiques, asseguren la incorporació seqüencial d'aminoàcids específics (o de molècules relacionades). L'estudi d'aquesta via de síntesi peptídica té avui una importància pel desenvolupament de la genòmica.